# Víctor Mongil
Víctor Mongil Adeva (Laguna de Duero, 21 luglio 1992) è un calciatore spagnolo, difensore del Palencia.

## Carriera
Cresciuto nel settore giovanile del Real Valladolid, debutta in prima squadra l'8 settembre 2011, disputando l'incontro di Coppa del Re vinto per 6-0 contro il Gimnàstic. Il 17 settembre successivo ha anche esordito in campionato, in occasione dell'incontro di Segunda División perso per 1-3 contro il Real Murcia. Conclude la sua prima stagione fra i professionisti con 9 presenze. Negli anni seguenti, gioca principalmente nella terza divisione spagnola, vestendo le maglie di Atlético Madrid B, Alcoyano, Mérida AD, Pontevedra e Levante B. Il 29 gennaio 2019 viene acquistato dai georgiani della Dinamo Tbilisi, facendo anche il suo esordio nelle coppe europee. Il 2 gennaio 2020 viene ceduto agli indiani dell'ATK. In seguito ha fatto ritorno alla Dinamo Tbilisi, dove ha giocato per altre due stagioni. Il 26 luglio 2021 ha fatto ritorno in India, nelle file dell'Odisha. Il 13 luglio 2022 viene tesserato dal Kerala Blasters.

## Statistiche

### Presenze e reti nei club
Statistiche aggiornate al 16 aprile 2023.
| Stagione                 | Squadra                  | Campionato               | Campionato | Campionato | Coppe nazionali | Coppe nazionali | Coppe nazionali | Coppe continentali | Coppe continentali | Coppe continentali | Altre coppe | Altre coppe | Altre coppe | Totale | Totale |
| Stagione                 | Squadra                  | Comp                     | Pres       | Reti       | Comp            | Pres            | Reti            | Comp               | Pres               | Reti               | Comp        | Pres        | Reti        | Pres   | Reti   |
| ------------------------ | ------------------------ | ------------------------ | ---------- | ---------- | --------------- | --------------- | --------------- | ------------------ | ------------------ | ------------------ | ----------- | ----------- | ----------- | ------ | ------ |
| 2011-2012                | Real Valladolid          | SD                       | 7          | 0          | CR              | 2               | 0               |                    | -                  | -                  |             | -           | -           | 9      | 0      |
| 2012-2013                | Atlético Madrid B        | SDB                      | 24         | 0          |                 | -               | -               |                    | -                  | -                  |             | -           | -           | 24     | 0      |
| 2013-2014                | Atlético Madrid B        | SDB                      | 30         | 0          |                 | -               | -               |                    | -                  | -                  |             | -           | -           | 30     | 0      |
| Totale Atletico Madrid B | Totale Atletico Madrid B | Totale Atletico Madrid B | 54         | 0          |                 | -               | -               |                    | -                  | -                  |             | -           | -           | 54     | 0      |
| 2014-2015                | Alcoyano                 | SDB                      | 26         | 0          | CR              | 2               | 0               |                    | -                  | -                  |             | -           | -           | 28     | 0      |
| 2015-2016                | Alcoyano                 | SDB                      | 24         | 0          | CR              | 1               | 1               |                    | -                  | -                  |             | -           | -           | 25     | 1      |
| Totale Alcoyano          | Totale Alcoyano          | Totale Alcoyano          | 50         | 0          |                 | 3               | 1               |                    | -                  | -                  |             | -           | -           | 53     | 1      |
| 2016-2017                | Mérida AD                | SDB                      | 21         | 0          |                 | -               | -               |                    | -                  | -                  |             | -           | -           | 21     | 0      |
| 2017-gen. 2018           | Pontevedra               | SDB                      | 7          | 1          | CR              | 1               | 0               |                    | -                  | -                  |             | -           | -           | 8      | 1      |
| gen.-giu. 2018           | Levante B                | TD                       | 21         | 2          |                 | -               | -               |                    | -                  | -                  |             | -           | -           | 21     | 2      |
| 2018-gen. 2019           | Levante B                | SDB                      | 13         | 0          |                 | -               | -               |                    | -                  | -                  |             | -           | -           | 13     | 0      |
| Totale Levante B         | Totale Levante B         | Totale Levante B         | 34         | 2          |                 | -               | -               |                    | -                  | -                  |             | -           | -           | 34     | 2      |
| 2019                     | Dinamo Tbilisi           | EL                       | 36         | 1          | CG              | 2               | 0               | UEL                | 5                  | 0                  |             | -           | -           | 28     | 1      |
| gen.-giu. 2020           | ATK                      | ISL                      | 7+2        | 0          |                 | -               | -               |                    | -                  | -                  |             | -           | -           | 9      | 0      |
| set.-dic. 2020           | Dinamo Tbilisi           | EL                       | 4          | 0          | CG              | 1               | 0               | UCL+UEL            | 0                  | 0                  | SG          | -           | -           | 5      | 0      |
| gen.-lug. 2021           | Dinamo Tbilisi           | EL                       | 19         | 0          | CG              | 1               | 0               | UCL+UECL           | 0                  | 0                  | SG          | 1           | 0           | 21     | 0      |
| Totale Dinamo Tbilisi    | Totale Dinamo Tbilisi    | Totale Dinamo Tbilisi    | 23         | 0          |                 | 2               | 0               |                    | 0                  | 0                  |             | 1           | 0           | 26     | 0      |
| 2021-2022                | Odisha                   | ISL                      | 19         | 0          |                 | -               | -               |                    | -                  | -                  |             | -           | -           | 19     | 0      |
| 2022-2023                | Kerala Blasters          | ISL                      | 18+1       | 0          | SC              | 3               | 0               |                    | -                  | -                  | DC          | -           | -           | 22     | 0      |
| Totale carriera          | Totale carriera          | Totale carriera          | 258        | 2          |                 | 13              | 1               |                    | 5                  | 0                  |             | 1           | 0           | 277    | 3      |

## Palmarès

### Club

#### Competizioni nazionali
- Campionato georgiano: 2

Dinamo Tbilisi: 2019, 2020
- Indian Super League: 1

ATK: 2019-2020
- Supercoppa di Georgia: 1

Dinamo Tbilisi: 2021